# Deuteroxorides brumhus
Deuteroxorides brumhus là một loài tò vò trong họ Ichneumonidae.